# Base (topologie)
Pour les articles homonymes, voir Base.
En mathématiques, une base d'une topologie est un ensemble d'ouverts tel que tout ouvert de la topologie soit une réunion d'éléments de cet ensemble. Ce concept est utile parce que de nombreuses propriétés d'une topologie se ramènent à des énoncés sur une de ses bases et beaucoup de topologies sont faciles à définir par la donnée d'une base.

## Définitions
Soit (X, T) un espace topologique.
Un réseau de T est un ensemble N de parties de X  tel que tout ouvert U de T est une réunion d'éléments de N, autrement dit : pour tout point x de U, il existe dans N une partie incluse dans U et contenant x.
Une base de T est un réseau constitué d'ouverts.

## Propriétés
Un ensemble B de parties de X est une base d'une topologie sur X si et seulement s'il vérifie les deux conditions suivantes :
1. B est un recouvrement de X ;
2. L’intersection de deux éléments de B est une union (d’un nombre quelconque) d’éléments de B.

Une condition suffisante pour que 2. soit vérifiée est que B soit stable par intersections finies.
Si B vérifie 1. et 2., il existe une unique topologie sur X dont B est une base : la topologie engendrée par B. Ses ouverts sont toutes les réunions d'éléments de B et pour tout ouvert O, on peut expliciter l'union qui forme O (notamment pour éviter l'axiome du choix) : O est la réunion de tous les éléments de B qui sont inclus dans O.
Si B est une base d'une topologie T, tout ensemble d'ouverts de T qui contient B est aussi une base de T.
Pour toute topologie T sur X, un ensemble B de parties de X est une base de T si et seulement si, pour tout point x de X, le sous-ensemble des éléments de B qui contiennent x est une base de voisinages de x.

## Objets définis en termes de bases
- Une topologie d'ordre est généralement définie par une collection d'ensembles analogues à des intervalles ouverts.
- Une topologie métrique est généralement définie par une collection de boules ouvertes.
- Un espace à base dénombrable possède précisément une base dénombrable.
- Une topologie discrète possède une base constituée des singletons.

## Exemples
Sur l'ensemble ℝ des nombres réels :
- L'ensemble des intervalles ouverts forme une base de la topologie usuelle sur ℝ. On peut même se limiter aux intervalles dont les extrémités sont rationnelles, faisant de ℝ un espace à base dénombrable ;
- En revanche, l'ensemble des intervalles semi-infinis de type ]−∞, a[ ou ]a, +∞[, où a est un nombre réel, n'est pas une base d'une topologie sur ℝ. Par exemple, ]−∞, 1[ et ]0, +∞[ appartiennent bien à cet ensemble, mais leur intersection ]0, 1[ ne peut pas être exprimée comme union d'éléments de cet ensemble.

## Poids et caractère
On définit diverses fonctions cardinales d'un espace topologique (X, T) (T sera souvent implicite), parmi lesquelles :
- le poids de X, noté w(X), comme le plus petit cardinal d'une base de T ;
- son poids de réseau, noté nw(X), comme le plus petit cardinal d'un réseau ;
- le caractère d'un point x de X, noté χ(x, X), comme le plus petit cardinal d'une base de voisinages de x ;
- le caractère de X, noté χ(X), comme la borne supérieure de tous les χ(x, X).

Ces différents cardinaux sont reliés par les propriétés suivantes :
- nw(X) ≤ w(X) ;
- si X est discret, alors w(X) = nw(X) = |X| ;
- si X est séparé, alors nw(X) est fini si et seulement si X est fini et discret ;
- toute base de T contient une base de T de cardinal w(X) ;
- toute base de voisinages d'un point x contient une base de voisinages de x de cardinal χ(x, X) ;
- pour toute image continue Y de X, nw(Y) ≤ w(X) (car l'image de toute base de X est un réseau de Y) ;
- si (X, T) est séparé, il existe sur X une topologie séparée moins fine T' telle que w(X, T') ≤ nw(X, T). A fortiori, si (X, T) est compact, nw(X) = w(X) (d'après le premier point et parce que les deux topologies coïncident).

Ces notions permettent par exemple de redémontrer que toute image continue Y d'un compact métrisable X dans un séparé est métrisable (car un compact est métrisable si et seulement s'il est à base dénombrable, or Y est compact donc w(Y) = nw(Y) ≤ w(X) ≤ ℵ0).
- Il n'existe pas de famille strictement croissante d'ouverts (ou strictement décroissante de fermés) indexée par w(X)+.
- On définit également le π-poids πw(X) comme le plus petit cardinal d'une « π-base », c'est-à-dire d'une famille d'ouverts telle que tout ouvert non vide de X contient un ouvert de cette famille[6].